# Dampfglätter
Ein Dampfglätter, auch Dampfbürste genannt, ist ein Gerät zum schnellen Entfernen von Falten an Kleidungsstücken und Stoffen mit Hilfe von Hochtemperaturdampf.
Das Funktionsprinzip des Dampfglätters ist sehr einfach. Heißer Dampf dringt tief in die Stoffe ein und entspannt dabei die inneren Fasern. Auf diese Weise entfernt es Falten schneller als das Bügeln. Da es tief in die Fasern eindringt, wird die Kleidung in nur wenigen Sekunden geglättet. Der Dampfglätter arbeitet schonend auf den meisten Geweben und ist auch für andere schwerere Materialien geeignet.